# Дубинський Ілля Володимирович
Ілля Володимирович Дубинський (29 березня 1898, Бутенки — †7 жовтня 1989) — радянський військовик та письменник.

## Біографія
Народився 29 березня 1898 року в селі Бутенках (нині Кобеляцького району Полтавської області) в сім'ї службовця. В 1917 році закінчив Кобеляцьке комерційне училище. Наступного року був прийнятий в місцеву підпільну більшовицьку організацію і добровольцем вступив до партизанського загону під командуванням Упиря.
З травня 1919 року воював проти Денікіна, Врангеля, Петлюри, отаманів Махна, Тютюнника, Палія, командував кавалерійським полком, а затим кавдивізією Червоного козацтва. Був тяжко поранений. З 1924 по 1927 рік навчався у Військовій академії імені Фрунзе (Москва), після чого служив начальником штабу кав-дивізії (Проскурів), військовим інспектором Наркомосу України (Харків), спецкомісаром Раднаркому УРСР (Київ), командиром важкої танкової бригади (Київ), заступником начальника Вищого бронетанкового училища (Казань).
Літературна діяльність Дубинського почалася в 1923 році, коли він став співробітничати в газеті «Красная звезда» і журналах «Армия и революция», «Война и революция». У 20-30-х роках з'являються друком його книжки, присвячені ратним подвигам Червоної Армії: «Рейды конницы» (1927), «Национальные войска» (1928), «О войне будущего» і «Перелом» (1930), «Залізні бійці» і «Контрудар» (1931), «Відвага» (1932), «Корпус Червоного козацтва» (1932), «Золота Липа» (1933), «Броня Советов» (1936).
У липні 1937 року був репресований у Казані у так званій «справі військових» і заочно засуджений Верховним судом СРСР на п'ять років таборів суворого режиму. Після відбуття покарання зісланий на безстрокове поселення в Сибір, де працював трактористом і комбайнером у Танеєвській МТС Красноярського краю.
Після смерті Сталіна справу Дубинського було переглянуто Верховним судом СРСР, і в липні 1956 року він був повністю відновлений у громадянських правах і військовому званні полковника.

Могила Іллі Дубинського

Після звільнення жив і працював у Києві. Помер 7 жовтня 1989 року. Похований на Байковому кладовищі.